# Бій на перехресті
«Бій на перехресті» — радянський історико-революційний художній фільм 1982 року. Знятий фільм на Одеській кіностудії режисером Анатолієм Тютюнником. Сценарій до фільму був написаний Арнольдом Вітолєм за мотивами роману А. Марченка «Третього не дано».

## Сюжет
Москва, 1918 рік. Головні герої фільму — Мішель Лафара і медсестра Юнна Ружич вступають на службу в Надзвичайний комітет, де займаються розкриттям контрреволюційної змови.

## У ролях
- Максуд Іматшоев —  Мішель Лафара
- Тетяна Кондирєва —  Юнна Ружич
- Василь Лановий — Дзержинський
- Георгій Куликов — Бонч-Бруєвич
- Леонід Кулагін —  Ружич/Громов
- Всеволод Абдулов —  Лацис
- Володимир Семіонічев —  Петерс
- Валерій Рижаков —  Калугін
- Володимир Сєдов —  Травніков
- Тимофій Співак —  ад'ютант Травнікова
- Лідія Константинова —  Валентина Володимирівна
- Зінаїда Славіна —  Марія Спиридонова
- Олександр Самойлов —  Тарелкін
- Людмила Чурсіна —  мати Юнни
- Юрій Горобець —  начальник штабу
- Віктор Андрієнко —  білогвардійський офіцер
- В'ячеслав Гостинський —  контрреволюціонер
- Лесь Сердюк —  Муксун

## Знімальна група
- Автор сценарію: Арнольд Вітоль
- Режисер-постановник: Анатолій Тютюнник
- Оператор-постановник: Федір Сильченко
- Художник-постановник: Анатолій Наумов
- Композитор: Ігор Кантюков
- Звукооператор: Ганна Подлєсна